# Oberscharführer

emblema de coll per a un SS Oberscharführer.

Oberscharführer va ser un dels rangs de Suboficial usat tant per la Sturmabteilung (SA, unitat d'assalt) com per la Schutzstaffel (SS, cos de protecció) pertanyents al Partit Nazi.
La seva traducció és «cap (Führer) superior (ober) de grup (Schar)», aquest rang va seguir la tradició de les tropes d'assalt, originades en la Primera Guerra Mundial, en què el títol de Oberscharführer l'exercia el suboficial al comandament d'una columna d'efectius militars o paramilitars.

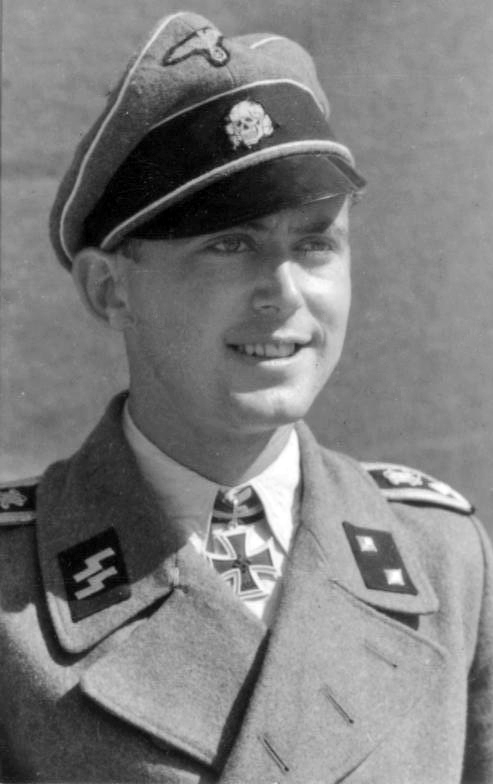
El SS Oberscharführer Kurt Sametreiter.

El títol de Oberscharführer de les SA es va crear per primera vegada el 1934 i és un dels primers que posteriorment adoptaria la SS. És el segon rang més alt entre els suboficials, és equivalent al Sergent Major o Brigada. Un SS Oberscharführer famós va ser Karl Silberbauer, que va detenir la jove escriptora jueva Anne Frank i la seva família als Països Baixos.